# 1205

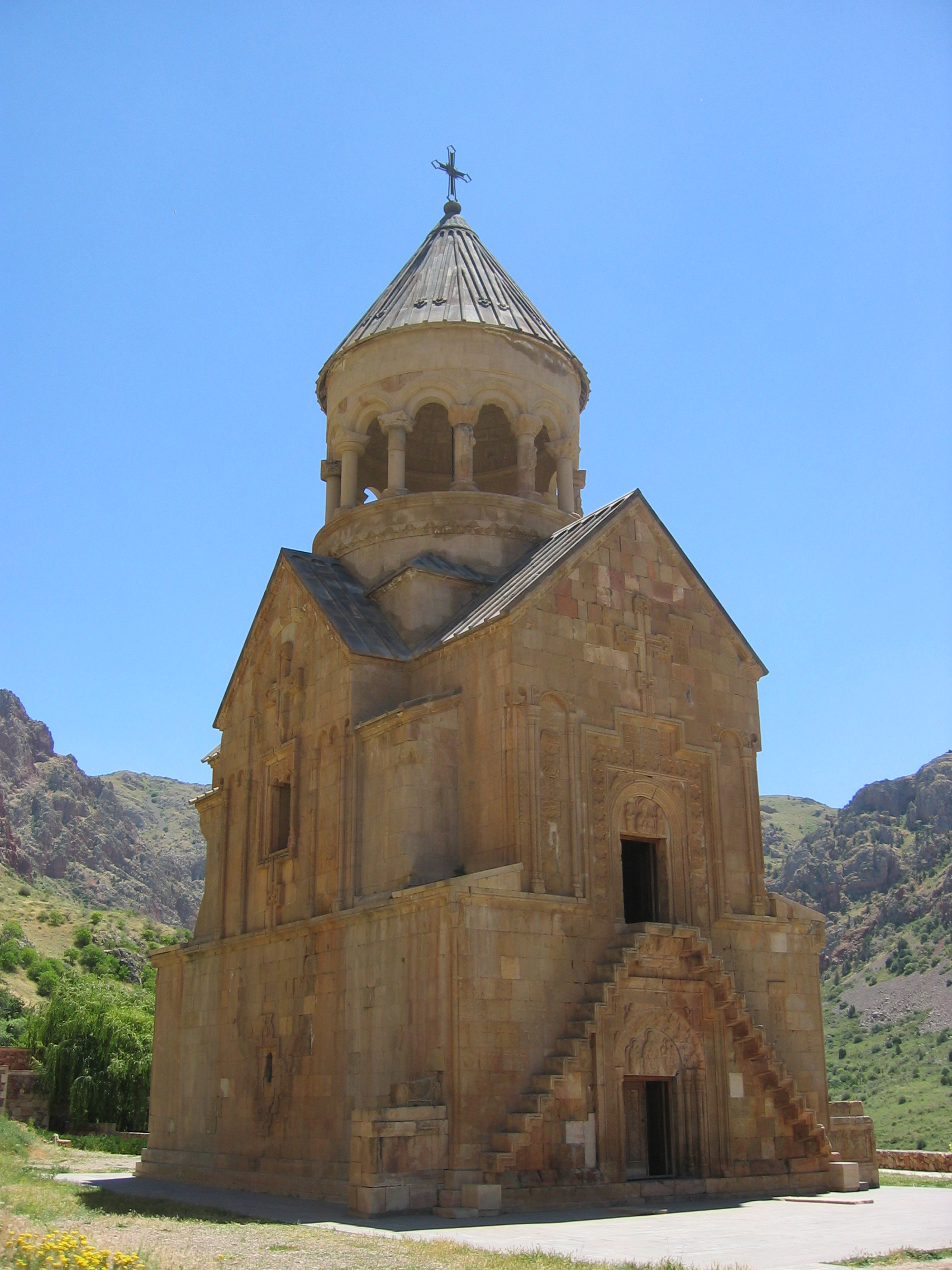
Het klooster van Noravank.

Het jaar 1205 is het 5e jaar in de 13e eeuw volgens de christelijke jaartelling.

## Gebeurtenissen
januari
- 5 - Na de ommezwaai naar het staufische kamp van de aartsbisschop van Keulen Adolf I, laat de Duitse tegenkoning Filips van Zwaben, zich opnieuw kronen door de Keulse aartsbisschop in de dom van Aken.

juli
- 15 - Paus Innocentius III doet de bul Etsi non displaceat uitkomen, waarin hij Filips II van Frankrijk oproept maatregelen te nemen tegen de joden.

augustus
- 7 - Huntingdon (Cambridgeshire) krijgt stadsrechten van de Engelse koning Jan zonder land.

september
- 25 - De omstreden verkiezing tot bisschop van Winchester van Peter des Roches wordt goedgekeurd door paus Innocentius III.

zonder datum
- Michaël I Komnenos Doukas sticht een onafhankelijke staat in Epirus, het Despotaat Epirus.
- In Griekenland ontstaan het vorstendom Achaje onder Willem van Champlitte en het hertogdom Athene onder Otto van La Roche, onder leenheerschappij van het koninkrijk Thessaloniki.
- Boudewijn van Constantinopel belegert Adrianopel, dat door de opstandige bevolking met Bulgaarse steun is ingenomen. Hij verliest de strijd en raakt vermist.
- Franciscus van Assisi krijgt een visioen in het kerkje San Damiano, wordt kluizenaar en wijdt zijn leven aan God.
- In Armenië wordt door bisschop Hovhannes het klooster Noravank gesticht.
- Waldemar II van Denemarken trouwt met Margarethe van Bohemen (Dagmar).
- oudst bekende vermelding: Brigdamme, Zoeterwoude

## Opvolging
- Blois, Châteaudun en Clermont - Lodewijk van Champagne opgevolgd door zijn zoon Theobald VI
- Bourgondië (graafschap) - Johanna I opgevolgd door haar zuster Beatrix II
- Brandenburg - Otto II opgevolgd door zijn zoon Albrecht II
- Cyprus - Amalrik opgevolgd door zijn zoon Hugo I
- Guînes - Boudewijn II opgevolgd door zijn zoon Arnoud II
- Hongarije - Ladislaus III opgevolgd door zijn oom Andreas II
- Jeruzalem (5 april) - Isabella opgevolgd door haar dochter Maria onder regentschap van dier halfoom Johannes van Ibelin
- Penthièvre - Godfried III opgevolgd door zijn neef Alan I
- Saint-Pol - Hugo IV opgevolgd door zijn schoonzoon Wouter III van Châtillon
- Venetië (doge) - Enrico Dandolo opgevolgd door Pietro Ziani
- Vlaanderen en Henegouwen - Boudewijn IX opgevolgd door zijn dochter Johanna van Constantinopel

## Afbeeldingen

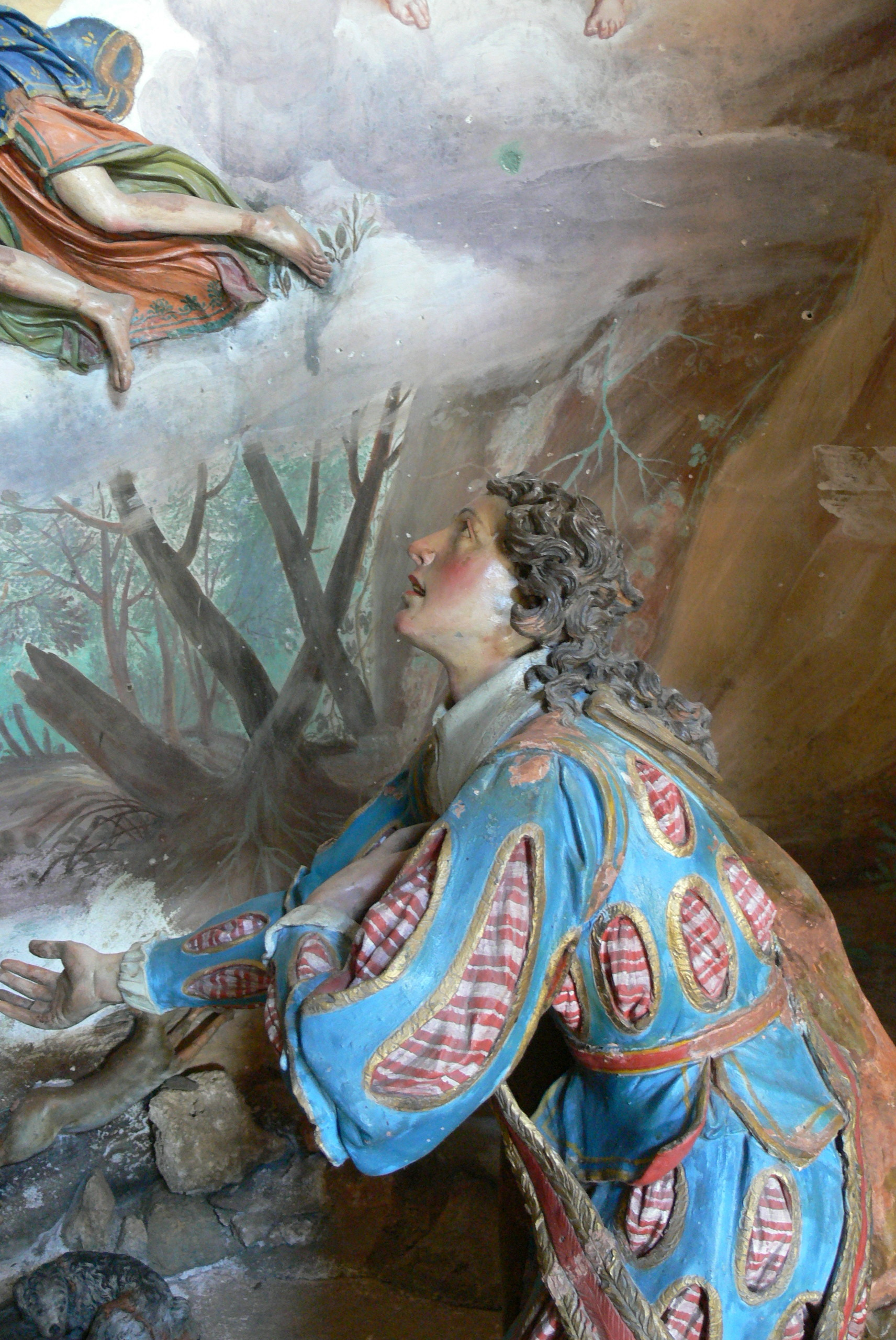
Roeping van Franciscus van Assisi
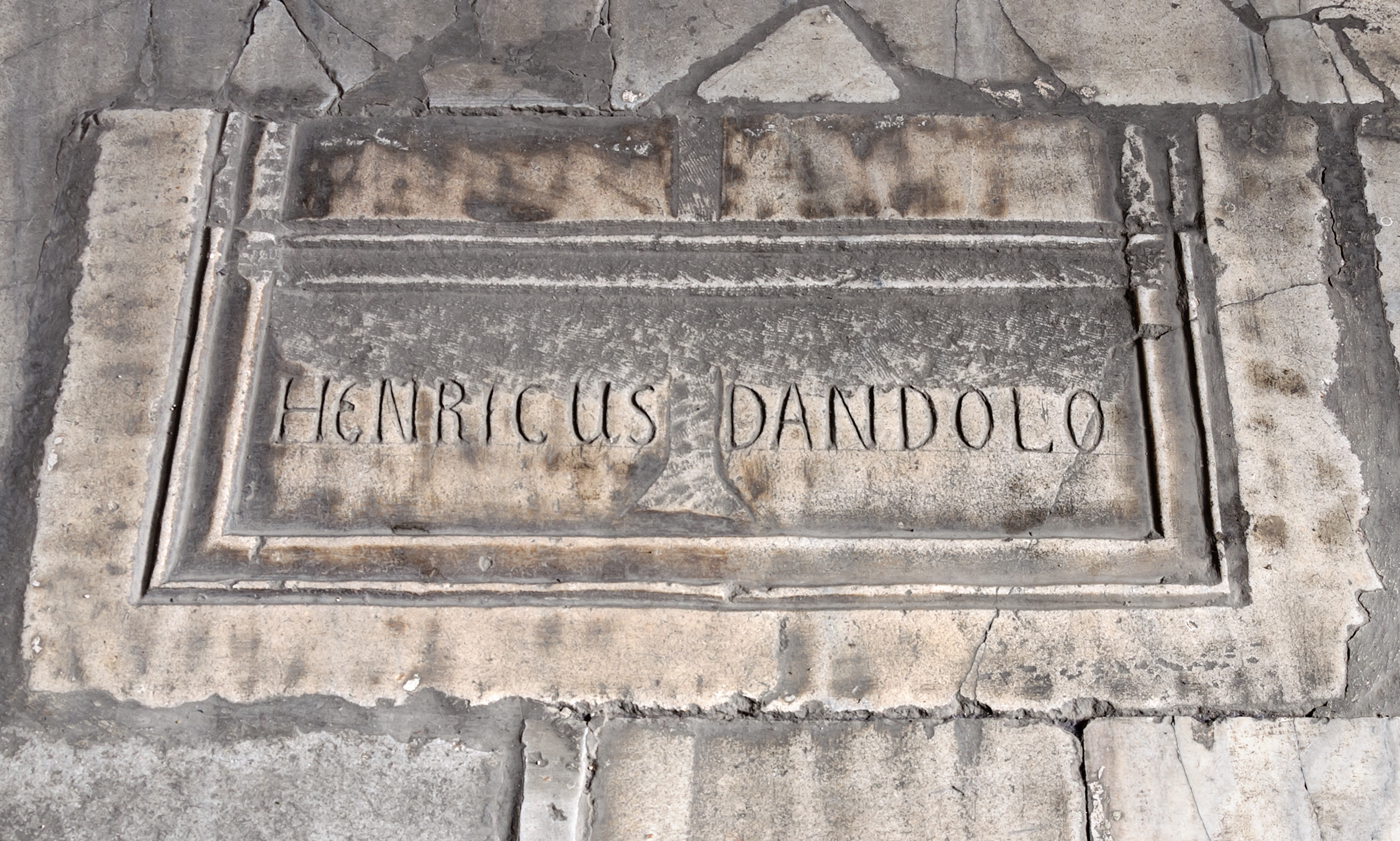
Graf van Enrico Dandolo
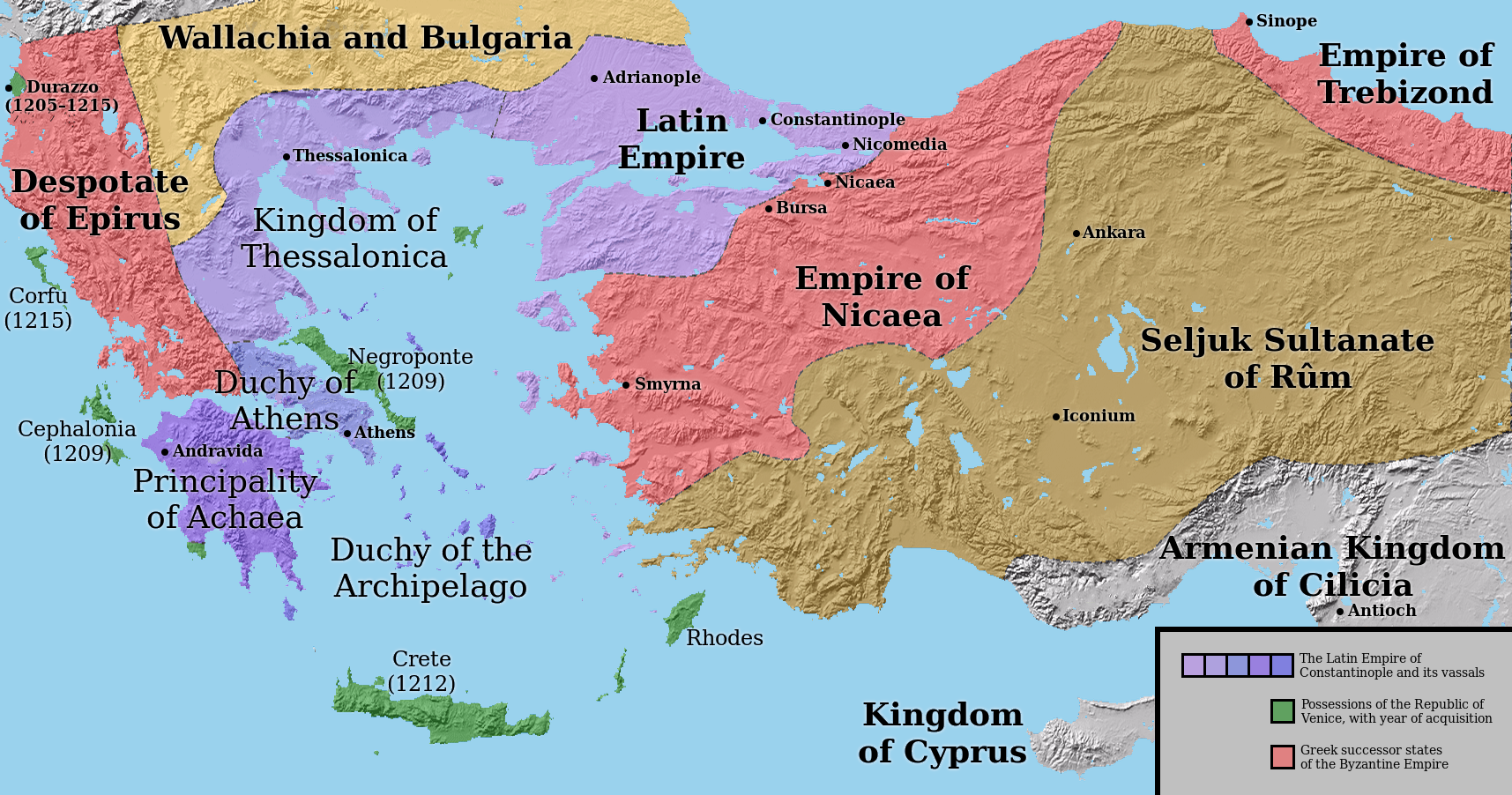
Kruisvaarderstaten in het Egeïsch gebied

## Geboren
- 10 juni - Hojo Masamura, Japans shikken (regent voor de shogun)
- Beatrix van Hohenstaufen, echtgenote van Ferdinand III van Castilië
- Hendrik II van Avaugour, graaf van Penthièvre
- Razia Sultan, sultan van Delhi (1236-1240)
- Song Lizong, keizer van Song-China (1224-1264)
- Agnes II van Donzy, gravin van Nevers, Auxerre en Tonerre (jaartal bij benadering)
- Batu Khan, Mongools heerser, stichter van het rijk van de Gouden Horde (jaartal bij benadering)
- Demetrius van Monferrato, koning van Thessaloniki (1207-1224) (jaartal bij benadering)
- Johanna, gravin van Chiny (jaartal bij benadering)
- Koenraad van Hochstaden, aartsbisschop van Keulen (jaartal bij benadering)
- Olivier I de Clisson, Bretons edelman (jaartal bij benadering)
- Petrus van Verona, Italiaans geestelijke (jaartal bij benadering)
- Wenceslaus I, koning van Bohemen (1230-1253) (jaartal bij benadering)

## Overleden
- 19 maart - Constantijn XI Laskaris, keizer van Byzantium (1204)
- 1 april - Amalrik van Lusignan, koning van Cyprus (1194-1205), echtgenoot van Isabella van Jeruzalem
- 15 april - Lodewijk van Champagne, graaf van Blois, Châteaudun en Clermont
- 14 juni - Wouter III, graaf van Brienne en kroonpretendent van Sicilië
- 4 juli - Otto II, markgraaf van Brandenburg (1184-1205)
- Alexios V Doukas Mourtzouphlos, keizer van Byzantium (1204)
- Boudewijn I (~34), keizer van Constantinopel (1204-1205), graaf van Vlaanderen en Henegouwen (vermoedelijke jaartal)
- Boudewijn II, graaf van Guînes
- Elisabeth van Courtenay (~78), Frans edelvrouw
- Enrico Dandolo, doge van Venetië
- Godfried III, graaf van Penthièvre
- Hugo IV, graaf van Saint-Pol
- Isabella van Jeruzalem (~32), koningin van Jeruzalem (1192-1205)
- Johanna I (~14), gravin van Bourgondië
- Ladislaus III (~5), koning van Hongarije (1204-1205)
- Nicolaas van Verdun, Frans edelsmid (jaartal bij benadering)